# Les petites écolières
Les petites écolières è un film pornografico del 1980 diretto da Claude Mulot con lo pseudonimo Frédéric Lansac.
Il film è prodotto dalla Alpha France, casa di produzione francese attiva principalmente negli anni settanta, nota per aver prodotto numerosi film pornografici francesi. Si tratta dell'ultimo film pornografico interpretato da Brigitte Lahaie, che, in questo film, passa idealmente il testimone a Marilyn Jess.

## Trama
Una tenutaria di un bordello, la cui attività è stata appena chiusa dalla polizia, si converte aprendo una pensione per ragazze. In questa scuola "molto speciale" vengono insegnate materie come lo spogliarello, il cunnilingus o la fellatio. Tutte le giovani studentesse desiderano imparare bene la lezione e, durante le festività natalizie, mostrare i progressi compiuti ai membri entusiasti del loro entourage.